# San José las Palmas, Guerrero
San José las Palmas är en ort i Mexiko.   Den ligger i kommunen Cuautepec och delstaten Guerrero, i den södra delen av landet, 300 km söder om huvudstaden Mexico City. San José las Palmas ligger 24 meter över havet och antalet invånare är 414.
Terrängen runt San José las Palmas är platt åt sydväst, men åt nordost är den kuperad. Runt San José las Palmas är det ganska tätbefolkat, med 65 invånare per kvadratkilometer. Närmaste större samhälle är Cruz Grande, 9,1 km nordväst om San José las Palmas. Omgivningarna runt San José las Palmas är en mosaik av jordbruksmark och naturlig växtlighet.